# Сантос, Лугелин
Лугелин Мигель Сантос Акино (исп. Luguelín Miguel Santos Aquino, род. 12 ноября 1993 года) — доминиканский бегун на короткие дистанции, который специализируется в беге на 400 метров. Двукратный серебряный призёр Олимпийских игр (2012 и 2020), бронзовый призёр чемпионата мира 2013 года. Чемпион мира среди юниоров 2012 года, двукратный чемпион летних юношеских Олимпийских игр 2010 года.

## Биография
Родился в семье Хуана Сантоса Сантоса, оператора грузовых лифтов и Ирмы Акино Мендес, домохозяйка. лёгкой атлетикой начал заниматься с 2002 года, по предложению двоюродного брата. Первым тренером была Роза Тибурсио. с 2008 года тренируется у Хосе Людвига Рубио. Своим кумиром считает двукратного олимпийского чемпиона Феликса Санчеса.
Личный рекорд в беге на 400 метров — 44,11 — установлен на чемпионате мира 2015 года в Пекине, где Сантос занял 4-е место в финале.
Сантос был знаменосцем сборной Доминиканской Республики на церемонии открытия летних Олимпийских игр 2016 года в Рио-де-Жанейро.